# Пулонга (притока Јоканге)
Пулонга (рус. Пулонга, Полуйок) малена је река која протиче преко северних делова Кољског полуострва на подручју Мурманске области на крајњем северозападу европског дела Руске Федерације. Десна је притока реке Јоканге и део басена Баренцовог мора. Свој ток започиње у северном делу побрђа Кејви.
Укупна дужина водотока је 35 km, док је површина сливног подручја око 257 km².
Целом дужином свога тока протиче преко територије Ловозерског рејона. На њеним обалама се не налазе насељена места.